# Cephalotes inaequalis
Espèce
Synonymes
Cephalotes inaequalis, est une espèce de fourmis arboricoles du genre Cephalotes.

## Distribution
Cette espèce est native du Brésil, de Colombie et du Guyana.

## Description
Comme les autres espèces du genre Cephalotes, elles sont caractérisées par l'existence de soldats spécialisés dotés d'une tête surdimensionnée et plate ainsi que des pattes plus plates et plus larges que leurs cousines terrestres. Elles peuvent ainsi se déplacer d'un arbre à un autre dans une forêt.
Elle fut décrite et classifiée pour la première fois par l'entomologiste américain Benjamin Pickmann Mann, en 1916.